# Carola så in i Norden
Carola så in i Norden är ett TV-program med Carola Häggkvist som sändes i Sveriges television den 24 mars 1984. Utöver Carola Häggkvist medverkade även Jahn Teigen, Timo Korhonen, Lennart Sjöholm, Poul Hallberg, Mona Larsen, Jörgen Kaufman, Michael Elo, Jette Schandorf och Jan Sivertsen.
Gunilla Nilars producerade programmet och Lasse Hallström filmade förinspelade inslag.

### Fotnoter
1. ↑  ”Carola så in i Norden”. Svensk mediedatabas. 24 mars 1984. http://smdb.kb.se/catalog/id/001702157. Läst 20 november 2014.